# Bakezōri

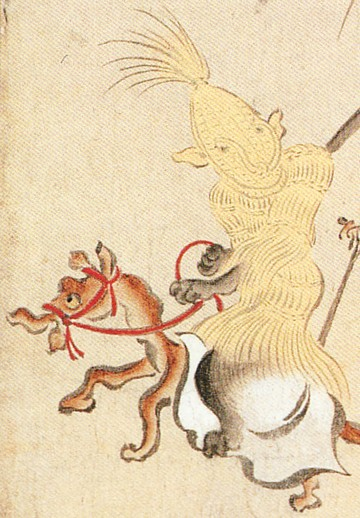
Raffigurazione di un "sandalo-yōkai" sull'emakimono Hyakki yagyō emaki (periodo Muromachi).

Il Bakezōri (化け草履?, lett. "sandalo fantasma") è uno yōkai appartenente alla mitologia giapponese, appartiene alla classe degli Tsukumogami e si presenta sotto forma di sandalo zōri.

## Descrizione
Questo yōkai appare nelle guide illustrate e in altri libri sugli yōkai a partire dalle ere Shōwa e Heisei in poi. Viene spiegato come la trasformazione di vecchi zōri abbandonati che iniziano a cantare di notte.
Il bakezōri è comunemente descritto come un sandalo vagabondo con due braccia e due gambe ma con un solo occhio. Nell'enciclopedia illustrata yōkai di Mizuki Shigeru, i sandali yōkai sono descritti come un mostro che, di notte, nella casa di una persona che abbandona le sue calzature, inizia a correre in giro cantando continuamente:"Kararin, kororin, kankororin, managu mittsu ni ha ninmai!" (カラリン、コロリン、カンコロリン、まなぐ三つに歯二ん枚?, "Kararin, kororin, kankororin! Hanno tre occhi e due denti!). Tuttavia, questa è un'introduzione al vecchio racconto "Il mostro delle calzature" raccolto da Kizen Sasaki nel "Akira mimisōshi", e in effetti, i sandali mostruosi raffigurati da Mizuki non sono raffigurati come "a tre occhi" come appaiono nella canzone, quindi la descrizione e l'immagine non corrispondono. In questa storia originale raccolta da Kizen nella prefettura di Iwate, viene descritto come "calzature" piuttosto che "zōri", ma considerando il contenuto della canzone che descrive le caratteristiche del mostro come con "due denti", si suppone si tratti di una storia sui geta piuttosto che sugli zōri. 

## Leggenda
L'aspetto dei bakezōri è probabilmente inspirato agli zōri, calzature senza tacco, simili all'infradito occidentale, fatte di paglia di riso o altre fibre naturali.
Queste creature fanno parte di un gruppo speciale di yōkai, gli Tsukumogami (付喪神?, lett. "Kami degli oggetti"): Oggetti come utensili da cucina, strumenti musicali o vestiti di ogni genere che prendono vita dopo essere stati ignorati per tanto tempo (generalmente dopo 100 anni). Si dice che i bakezōri siano normalmente innocui ma, spinti dalla noia, frustrazione o gelosia, possono infastidire e tormentare gli umani.
La prima raffigurazione di un demone zōri si trova nell'emakimono Hyakki yagyō emaki (百鬼夜行絵巻?, Rotolo illustrato della parata notturna dei 100 demoni) dell'illustratore e autore Mitsunobu Tosa del 1570 (periodo Muromachi). Lì, un demone zōri è raffigurato con un mantello di paglia di riso ( mino), a cavallo di un drago a forma di cavallo. Tuttavia, non vi è alcuna didascalia. Le prime raffigurazioni di bakezōri antropomorfi risalgono al periodo Edo, sebbene anche allora inizialmente rimangano senza nome. Esistono anche tradizioni che descrivono i bakezōri come geta di legno, motivo per cui a volte si ipotizza che il nome "bakezōri" potesse originariamente descrivere qualsiasi tipo di calzatura animata. In generale, le raffigurazioni storiche di scarpe possedute sono piuttosto rare e resoconti dettagliati non compaiono prima della fine del XIX secolo.
L'aneddoto Hakimono no Bakemono (履物の化物?, Scarpe mostruose) del folklorista Sasaki Kizen del 1908 racconta di calzature possedute che sfuggono a un losco mercante e rendono pericolose le strade di Tōno. Anche Yanagita Kunio riporta una storia simile. Entrambi gli studiosi sottolineano che la canzone beffarda "Kararin", attribuita ai Bakezōri, era originariamente cantata dai geta, il che sarebbe anche molto più appropriato per l'aspetto di queste scarpe. La storia di Tōno è ripresa in un episodio della popolare serie anime GeGeGe no Kitarō di Shigeru Mizuki.